# The Masterpiece
Pour les articles homonymes, voir Masterpiece (homonymie).
The Masterpiece est un gratte-ciel de Tsim Sha Tsui, à Kowloon, Hong Kong. Conçu par l'agence d'architecture de Hong Kong DLN Architects, il a été achevé en 2009 et mesure 261 mètres pour 64 étages. Il est occupé par un hôtel Hyatt (le Hyatt Regency Hong Kong, Tsim Sha Tsui), des appartements, et un centre commercial, le K11.